# Consejo de Ministros de la República Socialista Soviética de Letonia
El Consejo de Ministros de la República Socialista Soviética de Letonia (en letón: Latvijas PSR Ministru Padome, en ruso: Совет Министров Латвийской ССР) era el máximo órgano ejecutivo y administrativo de la República Socialista Soviética de Letonia, una de las repúblicas de la Unión Soviética. Su estructura y funciones estaban basadas en el Consejo de Ministros de la Unión Soviética. El Consejo de Ministros estaba formado por un presidente, un primer vicepresidente, vicepresidentes, ministros y presidentes de los comités estatales.

## Historia
Tras la anexión soviética de Letonia el 26 de agosto de 1940, se organizó un nuevo gobierno de transición, el cual posteriormente proclamó la República Socialista Soviética de Letonia, y solicitó su inclusión en la URSS. Tras la proclamación de la RSS de Letonia, el gobierno se reorganizó, mediante la creación del Sóviet Supremo de la República Socialista Soviética de Letonia como parlamento, y el Consejo de Ministros como gabinete ejecutivo. Tras la invasión alemana a la Unión Soviética, el Consejo de Ministros, al igual que los demás órganos de gobierno, fueron evacuados a la RSFSR, donde mantuvieron su sede provisional de emergencia.

## Lista de Presidentes
| N.º | Presidente | Presidente           | Partido político | Partido político  | Tenencia                                       |
| --- | ---------- | -------------------- | ---------------- | ----------------- | ---------------------------------------------- |
| 1   |            | Vilis Lācis          |                  | Partido Comunista | 25 de agosto de 1940 - 27 de noviembre de 1959 |
| 2   |            | Jānis Peive          |                  | Partido Comunista | 27 de noviembre de 1959 - 23 de abril de 1962  |
| 3   |            | Vitālijs Rubenis     |                  | Partido Comunista | 23 de abril de 1962 - 5 de mayo de 1970        |
| 4   |            | Jurijs Rubenis       |                  | Partido Comunista | 5 de mayo de 1970 - 6 de octubre de 1988       |
| 5   |            | Vilnis Edvīns Bresis |                  | Partido Comunista | 6 de octubre de 1988 - 7 de mayo de 1990       |